# 莫尔旺山
莫尔旺山（法語：Morvan，法語發音：[mɔʁvɑ̃] ⓘ）是法国中东部勃艮第-弗朗什-孔泰大区的一个花岗岩山块，横跨约讷、索恩-卢瓦尔、涅夫勒和科多尔四省。

## 地名
“莫尔旺”一名自罗马高卢时期就以“Morvinnico”的形式出现，然后是590年左右的“Murvinnum”。

## 地理
莫尔旺山主要城镇为希农堡，核心位置为莫尔旺地区自然公园。部分山谷已被筑坝形成水库。

莫尔旺山县份地图
莫尔旺地区自然公园（法语：Parc naturel régional du Morvan）市镇地图
莫尔旺山地质图
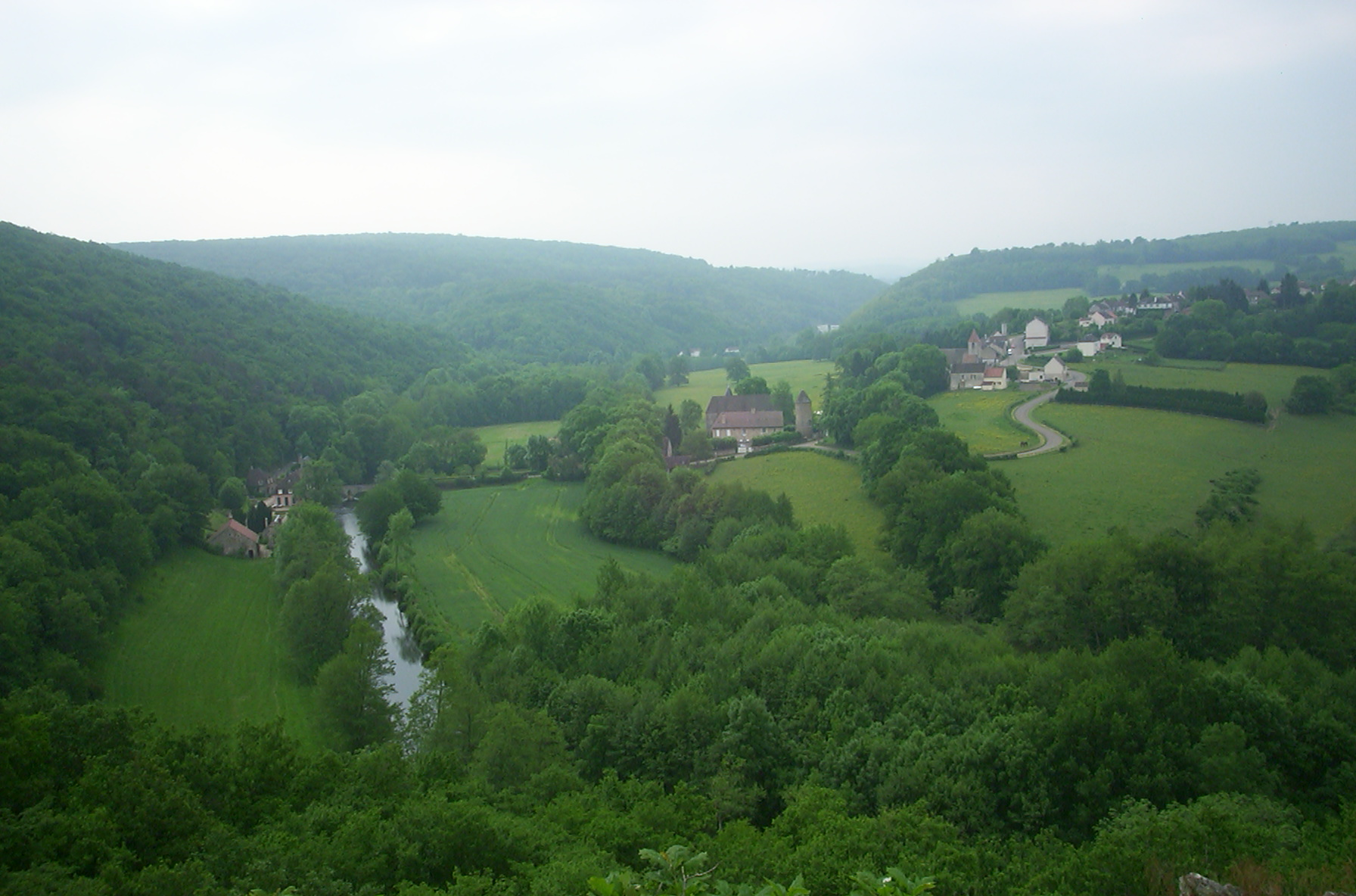
莫尔旺山典型景观